# جائزة إسبانيا الكبرى 1979
جائزة إسبانيا الكبرى 1979 هو سباق فورمولا 1 أقيم بتاريخ 29 أبريل 1979 في إسبانيا. كان الخامس من أصل 15 في بطولة العالم لسباقات الفورمولا واحد موسم 1979. حلّ الفرنسي باتريك ديبايلير أولا بينما جاء الأرجنتيني كارلوس ريوتيمان في المركز الثاني وحصل على المركز الثالث الأمريكي ماريو أندريتي.